# Белчићи
Белчићи су насељено место у Републици Хрватској у Загребачкој жупанији. Административно су у саставу Јастребарског.
Насеље се налази на надморској висини од 90 метара, а простире се на површини од 0,60 km².

## Становништво
Према задњем попису становништва из 2001. године у Белчићима су живела 93 становника који живе у 25 породичних домаћинства.
Кретање броја становника по пописима 1857—2001.
| година пописа  | 1857. | 1869. | 1880. | 1890. | 1900. | 1910. | 1921. | 1931. | 1948. | 1953. | 1961. | 1971. | 1981. | 1991. | 2001. |
| бр. становника | 140   | 143   | 148   | 159   | 184   | 169   | 149   | 148   | 137   | 133   | 118   | 102   | 112   | 106   | 93    |